# Robert D. Zimmerman
Robert Dingwall Zimmerman (* 8. August 1952 in Chicago) ist ein US-amerikanischer Autor.
 

## Leben
Zimmerman verbrachte seine Kindheit in Chicago. Er studierte Slawistik. Nach seinem Studium arbeitete er für den US Information Service in der Sowjetunion.
Zimmerman wohnt in Minneapolis, Minnesota. 1995 und 1998 gewann Zimmerman jeweils einen Lambda Literary Award.

## Werke (Auswahl)
- Closet (Oktober 1994)
- Tribe (August 1996)
- Hostage (Oktober 1997)
- Outburst (Oktober 1998)
- Innuendo (November 1999)
- Alex & Maddy Phillips (Serie)
- Death Trance (Oktober 1992)
- Blood Trance (Juni 1993)
- Red Trance (Juli 1994)
- Tsarist-Russian-Serie (geschrieben unter dem Pseudonym Robert Alexander)
  - The Kitchen Boy: A Novel of the Last Tsar
  - Rasputin’s Daughter

### Weitere Werke
- The Cross and the Sickle (Januar 1984)
- The Red Encounter (September 1986)
- Murder Most Artful (März 1987)
- Blood Russian (Oktober 1987)
- Mindscream (Juli 1989)
- Deadfall in Berlin (September 1990)

## Auszeichnungen und Preise
- Nominierung Edgar Allan Poe Award für Deadfall in Berlin, 1990
- 1995: Lambda Literary Awards für Closet[3]
- 1997: Nominierung Edga Allan Poe Award für Tribe
- 1998: Lambda Literary Awards für Outburst[2]
- Nominierung Anthony der Bouchercon